# Ayas (Aostatal)
Ayas (walserdeutsch Ajats) ist eine italienische Gemeinde in der autonomen Region Aostatal. Die Gemeinde zählt 1369 Einwohner (Stand 31. Dezember 2023), liegt auf einer mittleren Höhe von 1698 m s.l.m. (bei Saint-Jacques) und verfügt über eine Größe von 129 km².

## Geographie
Die Einwohner werden Ayassini oder Ayassins genannt. Ayas ist Mitglied der Unité des Communes valdôtaines Évançon und liegt im Ayastal.
Ayas besteht aus den Ortsteilen Antagnod, Champoluc, Saint-Jacques, Bisous, Mandrou, Magnéaz, Palouettaz, Palenc, Champlan, Frachey, Pra Sec, Rovinal, Drole, Blanchard, Péyo, Réze, Crojettaz, Fiére, Suttsun, Cunéaz, Crest, Frantse, Mascognaz, Pilaz, Magnéchoulaz, Ériou, Périasc, Périasc d'aval, La Crouch, Trochey, Meytére, Cornu, Corbet, Lignod, Borbey, L'Ojel, Goil deseut, Goil damon, Piéit, Granon, Graines.
Champoluc ist ein bekannter Wintersportort.
Die Nachbargemeinden sind Brusson, Chamois, Châtillon, Gressoney-La-Trinité, Gressoney-Saint-Jean, La Magdeleine, Saint-Vincent, Valtournenche und Zermatt (Schweiz).

## Geschichte
Während der Zeit des Faschismus trug das Dorf den italianisierten Namen Aiàs.
Die Gemeinde war 2007 die einkommensstärkste im gesamten italienischen Staat. Das Durchschnittseinkommen pro Steuerzahler lag hier bei 66.408 Euro.

## Tourismus
Vom Ortsteil Saint-Jacques kann man zu den Schutzhütten Rifugio Grand Tournalin, Rifugio Guide della Val d’Ayas und Rifugio Ottorino Mezzalama oder auf Bättberg und Rothorn aufsteigen.

### Sport
Ayas mit der Fraktion Champoluc ist Etappenziel der 19. Etappe des Giro d’Italia 2025.